# Cucullia chrysanthemi
Cucullia chrysanthemi là một loài bướm đêm trong họ Noctuidae.